# 1383 هـ
1383 هـ هي سنة في التقويم الهجري امتدت مقابلةً في التقويم الميلادي بين سنتي 1963 و1964.

## مواليد
- أحمد زنيبر
- خالد بن سعود الحليبي
- دخيل الخليفة
- سعود الشبرمي
- صالح المغامسي
- عبد الرحمن البر
- عبيد العتيبي
- عبد الله اليوسف
- عمر بن حفيظ
- عثمان بن يحيى الحملي
- علي الأحمري
- علي المعشني
- فرقد القزويني
- يوسف المحيميد

## وفيات
- خليل بن ناصر بن عمر
- خليل ثابت
- رضا الواعظ
- عبد الحليم النجار
- عبد الرزاق الإصفهاني
- محمد المختار السوسي
- محمد بن عبدالعزيز الجاركي
- محمد حبيب العبيدي
- محمد سعيد الجليلي
- محمود شلتوت
- ناجي الأصيل
- عباس محمود العقاد
- محمد رضا المظفر
- محمد يوسف موسى